# Zhao Lusi
Zhao Lusi (chino simplificado: 赵露思; Sichuan, Chengdu, 9 de noviembre de 1998), es una actriz, cantante y modelo china.

## Biografía
Estudió en la Universidad MingDao (en inglés: "MingDao University").

## Carrera
Es miembro de la agencia "YinheKuyu Media".
En el 2018 realizó su primera aparición en la televisión cuando se unió al elenco recurrente de la serie Untouchable Lovers donde interpretó a Ma Xueyun, la hija del ministro Ma Zhongliang, una joven que pierde la cordura cuando se da cuenta de que el Príncipe Rong Zhi (Song Weilong) está enamorado de la Princesa Liu Chuyu (Guan Xiaotong), a quien intenta matar por celos.
El 25 de abril del 2018 se unió al elenco principal de la primera temporada de la serie Oh! My Emperor donde dio vida a Luo Feifei, una interna de medicina que accidentalmente viaja al pasado y conoce a Beitang Yi (Gu Jiacheng), el dueño de la constelación de capricornio y el actual Emperador de la nación de quien termina enamorándose, hasta el final de la serie el 6 de junio del mismo año después de finalizar la segunda temporada.
El 30 de mayo del 2019 se unió al elenco principal de la serie Prodigy Healer donde interpretó a Ye Yunshang, una joven proveniente de una familia de médicos cuya vida se cruza con la de Mu Xingchen (Li Hongyi) un joven estudiante de medicina y proveniente de la tribu Shen Mu, hasta el final de la serie el 20 de junio del mismo año.
El 5 de julio del mismo año se unió al elenco principal de la serie Love Better Than Immortality (también conocida como "Spring Flower, Autumn Moon") donde dio vida a Chun Hua, una joven del futuro que llega a un universo de fantasía donde conoce a Qiu Yue (Li Hongyi), hasta el final de la serie el 16 de agosto del mismo año.
El 19 de marzo del 2020 se unió al elenco principal de la serie Love of Thousand Years (también conocida como "The Killing of Three Thousand Crows") donde interpretó a la Princesa Tan Chuan, una joven que después de presenciar a su pueblo ser esclavizado, jura salvarlos mientras se embarca en la búsqueda de la lámpara espiritual junto a Fu Jiuyun (Zheng Yecheng), el joven que la salva, hasta el final de la serie el 10 de abril del mismo año.
El 18 de mayo del mismo año se unió al elenco principal de la serie The Romance of Tiger and Rose (también conocida como "The Rumored Third Princess") donde dio vida a Chen Xiaoqian, un escritora que queda atrapada en su propia historia donde se convierte en la tercera princesa Qianqian y se enamora de Han Shuo (Ding Yuxi), hasta el final de la serie el 1 de junio del mismo año. Su interpretación fue bien recibida, por lo que su popularidad creció.
El 15 de septiembre del mismo año se unió al elenco principal de la serie Dating in the Kitchen donde interpretó a Gu Shengnan, hasta el final de la serie el 29 de septiembre del mismo año.
El 31 de marzo de 2021 se unió al elenco de la serie The Long Ballad (también conocida como "Princess Changge" (长歌行)) donde dio vida a la joven princesa Li Leyan, hasta el final de la serie el 3 de mayo del mismo año.
El 20 de mayo del mismo año se unió al elenco principal, junto a Terry Liu, de la serie Please Feel At Ease Mr. Ling, también conocido como I Accidentally Found Love (Accidentalmente encontré el amor), donde interpreta a Gu Anxin.
El 22 de septiembre del mismo año protagoniza el drama histórico “A Female Student Arrives at the Imperial College”, junto a Xu Kai Cheng, donde da vida a Sang Qi.  
El 18 de abril de 2022 protagoniza junto a Yang Yang el drama histórico "Who Rules The World" donde da vida a Bai Feng Xi/ Feng Xi Yun.  
El 5 de julio del mismo año se estrena la primera parte del drama histórico "Love Like The Galaxy" dónde interpreta a Cheng Shao Shang/Niao Niao junto a su coprotagonista Wu Lei y el 27 de julio se estrena la segunda parte del drama.  ￼  
El 25 de septiembre se estrena el drama Hu Tong, donde da vida a Tian Zao. 
El 14 de mayo del 2023 protagoniza el drama Gen Z/ Hou Lang, junto a Luo Yi Zhou.
El 20 de junio del mismo año se estrena su exitoso drama de romance "Hidden Love", junto a su coprotagonista Chen Zhe Yuan, en dónde interpreta a Sang Zhi, una joven adolescente que se enamora del amigo de su hermano, quien es 5 años mayor que ella. 

## Filmografía

### Series de televisión
| Año  | Título                                           | Personaje                                | Notas        |
| ---- | ------------------------------------------------ | ---------------------------------------- | ------------ |
| TBA  | The Legend of Jerwelry                           | Duan Wu/ Su Mu Zhe                       | 38 episodios |
| 2023 | The Last Immortal                                | A Yin/ Feng Yin                          | 40 episodios |
| 2023 | Hidden Love                                      | Sang Zhi                                 | 25 episodios |
| 2023 | Gen Z                                            | Sun Tou Tou                              | 40 episodios |
| 2022 | Hu Tong                                          | Tian Zao                                 | 36 episodios |
| 2022 | Love Like the Galaxy: Part 2                     | Cheng Shao Shang/ Niao Niao              | 29 episodios |
| 2022 | Love Like the Galaxy: Part 1                     | Cheng Shao Shang/ Niao Niao              | 27 episodios |
| 2022 | Who Rules the World                              | Feng Xi Yun/ Bai Feng Xi                 | 40 episodios |
| 2021 | A Female Student Arrives at the Imperial College | Sang Qi                                  | 30 episodios |
| 2021 | Please Feel At Ease Mr. Ling                     | Gu An Xin                                | 24 episodios |
| 2021 | The Long Ballad                                  | Li Le Yan/ Princesa Yong An              | 49 episodios |
| 2020 | Dating in the Kitchen                            | Gu Sheng Nan                             | 24 episodios |
| 2020 | The Romance of Tiger and Rose                    | Princesa Chen Qian Qian / Chen Xiao Qian | 24 episodios |
| 2020 | Love of Thousand Years                           | Princesa Tan Chuan / Di Ji               | 30 episodios |
| 2019 | Love Better Than Immortality                     | Chun Hua                                 | 40 episodios |
| 2019 | Prodigy Healer                                   | Ye Yun Shang                             | 36 episodios |
| 2019 | I Hear You                                       | Bei Er Duo                               | 24 episodios |
| 2018 | Oh! My Emperor                                   | Luo Fei Fei                              | 42 episodios |
| 2018 | Cinderella Chef                                  | Liu Yi Yi                                |              |
| 2018 | Untouchable Lovers                               | Ma Xue Yun                               |              |

### Películas
| Año  | Título                    | Personaje     | Notas                                                                              |
| ---- | ------------------------- | ------------- | ---------------------------------------------------------------------------------- |
| 2021 | 1921                      | Liu Qing Yang | junto a Huang Xuan, Han Dongjun, Zhang Yunlong, Shawn Dou, Liu Haoran y Karry Wang |
| 2019 | Autumn Fairy Tale         | En Xi         | junto a Jiao Rui, Xu Kai, Liang Jingxian, He Minghan y Meng Meiqi                  |
| 2017 | City of Rock (缝纫机乐队) | Enfermera     | junto a Dong Chengpeng, Shan Qiao, Gulnazar, Lee Hong-chi y Yue Yunpeng            |
| 2017 | 西游之净坛使者            | -             |                                                                                    |

### Programas de variedades
| Año              | Título           | Notas        |
| ---------------- | ---------------- | ------------ |
| 2020             | Happy Camp       | invitada     |
| 2019             | Real Actor       | concursante' |
| 2016, 2017, 2018 | 火星情报局第四季 |              |
| 2016             | Super Girl       | participante |

### Presentadora
| Año  | Título               | Notas |
| ---- | -------------------- | ----- |
| 2016 | Huo Xing Qing Bao Ju |       |

### Anuncios / Endorsos
| Año       | Título                   | Notas      |
| --------- | ------------------------ | ---------- |
| 2020 -    | Xiduoduo                 | Portavoz   |
| 2020      | Estée Lauder             |            |
| 2020      | LUX                      | Embajadora |
| 2020      | Vaseline                 | Embajadora |
| 2019      | Vivo                     |            |
| 2019      | Bobbi Brown Highlighters | Embajadora |
| ¿? - 2021 | Adidas China             |            |

### Revistas / sesiones fotográficas
| Año  | Título               | Notas                      |
| ---- | -------------------- | -------------------------- |
| 2020 | Bazaar Film          |                            |
| 2020 | MARS (星纪时尚)      |                            |
| 2020 | Super Magazine       |                            |
| 2020 | Beijing Youth Weekly |                            |
| 2020 | LOOKME               |                            |
| 2020 | Sense Magazine       | (publicación de enero)     |
| 2019 | MCM                  |                            |
| 2019 | The Beijing Walker   | (publicación de diciembre) |
| 2019 | VogueMe              | (publicación de diciembre) |
| 2019 | Ginger China         |                            |
| 2018 | CHIC Teen (小资)     |                            |
| 2018 | InStyle (优家画报)   |                            |
| 2018 | 昕薇                 |                            |

### Eventos
| Año  | Título                                         | Notas                                                                  |
| ---- | ---------------------------------------------- | ---------------------------------------------------------------------- |
| 2020 | The Romance of Tiger and Rose Livestream Event | junto a Ding Yuxi, Liu Shuyuan, Sheng Yinghao, Chen Minghao y Shen Chi |
| 2020 | Jiangsu TV 2020 Spring Festival Gala           |                                                                        |
| 2019 | Mango TV Festival Night 2019                   | junto a Zheng Yecheng                                                  |

## Discografía

### Singles
| Año  | Título                                                     | Álbum                                                     | Notas                |  |
| ---- | ---------------------------------------------------------- | --------------------------------------------------------- | -------------------- |  |
| 2023 | With You Here                                              |                                                           |                      |  |
| 2023 | I Have Someone I Like (我有喜欢的人了)                     | OST de “Hidden Love”                                      |                      |  |
| 2023 | Just Want To Secretly Hide You                             | OST de “Hidden Love”                                      | Junto a Silence Wang |  |
| 2021 | For You In This Life (此生予你)                            | OST de “A Female Student Arrives At The Imperial College” |                      |  |
| 2021 | I Picked Up Your Rainy Day (捡到你的下雨天)                | OST de “Please Feel at Ease Mr.Ling”                      |                      |  |
| 2021 | How I Wish You Were My Eternal Song (多么愿你是我恒久的歌) | OST de “The Long Ballad"                                  |                      |  |
| 2020 | I Like You (我喜欢你)                                      | OST de “Dating in the Kitchen"                            |                      |  |
| 2020 | Time Speech (时光话)                                       | OST de “ The Romance of Tiger and Rose”                   |                      |  |
| 2019 | Love Brain Young Girl (恋爱脑少女)                         | OST de "Love Better Than Immortality"                     |                      |  |
| 2018 | It Seems to Fall Into The Sea of Love (踩影子)             | OST de "Oh! My Emperor"                                   | junto a Gu Jiacheng  |  |
| 2018 | Love Drops into the River (好像掉进爱情海里)               | OST de "Oh! My Emperor"                                   |                      |  |

### Otras canciones
| Año  | Canción | Álbum                                  | Notas                                                                      |
| ---- | ------- | -------------------------------------- | -------------------------------------------------------------------------- |
| 2020 | 芒种    |                                        | (canción interpretada durante el Zhejiang TV 2021 New Year Countdown Gala) |
| 2020 | 时光话  | OST de "The Romance of Tiger and Rose" | (canción interpretada durante el Tencent Video All Star Night 2020)        |

## Beneficencia
En abril del 2020 participó junto a las actrices Qiao Xin, Zhong Chuxi y Song Yanfei, en la promoción de las camisetas de flor de cerezo "LOVE CREATES" de Dazzle Fashion, cuyos ingresos serán donados a la Facultad de Medicina y Odontología de la Universidad de Wuhan (inglés: "Wuhan University’s Faculty of Medicine & Dentistry").

## Premios y nominaciones
| Año  | Categoría        | Premio                                                      | Trabajo        | Resultado |
| ---- | ---------------- | ----------------------------------------------------------- | -------------- | --------- |
| 2021 | Asian Star Prize | 16th Seoul International Drama Award                        | -              | Ganó      |
| 2019 | Newcomer Award   | Golden Bud - The Third Network Film And Television Festival | Oh! My Emperor | Ganó      |